# Bannière arrière droite de Chahar
Pour les articles homonymes, voir Chahar.
La bannière arrière droite de Chahar (chinois : 察哈尔右翼后旗 ; pinyin : cháhā'ěr yòuyì hòu qí) est une subdivision administrative de la région autonome de Mongolie-Intérieure en Chine. Elle est placée sous la juridiction de la ville-préfecture d'Ulaan Chab.

## Démographie
La population de la bannière est de 212 651 habitants en 1999.